# Campeonato Andorrano de Patinação Artística no Gelo
O Campeonato Andorrano de Patinação Artística no Gelo é uma competição nacional anual de patinação artística no gelo de Andorra.
A competição determina os campeões nacionais e os representantes da Andorra em competições internacionais como Campeonato Mundial, Campeonato Mundial Júnior, Campeonato Europeu e os Jogos Olímpicos de Inverno.

## Edições
| Ano (Edição) | Cidade sede          | Sênior               | Sênior               | J                    | Noviço básico        | Noviço básico        | Noviço básico        | Ref                  |
| Ano (Edição) | Cidade sede          | M                    | F                    | F                    | M                    | F                    | D                    | Ref                  |
| ------------ | -------------------- | -------------------- | -------------------- | -------------------- | -------------------- | -------------------- | -------------------- | -------------------- |
| 2004         |                      | •                    | •                    | –                    | –                    | –                    | –                    | [ 1 ]                |
| 2005         |                      | –                    | •                    | –                    | –                    | –                    | –                    | [ 2 ]                |
| 2006         | Não houve competição | Não houve competição | Não houve competição | Não houve competição | Não houve competição | Não houve competição | Não houve competição | Não houve competição |
| 2007         | Canillo              | –                    | •                    | –                    | –                    | –                    | –                    | [ 3 ]                |
| 2008         |                      | –                    | •                    | –                    | –                    | –                    | –                    | [ 4 ]                |
| 2009         | Andorra              | –                    | –                    | –                    | –                    | –                    | –                    | [ 5 ]                |
| 2010         | Canillo              | –                    | –                    | –                    | –                    | –                    | –                    | [ 6 ]                |
| 2011– 2015   | Não houve competição | Não houve competição | Não houve competição | Não houve competição | Não houve competição | Não houve competição | Não houve competição | Não houve competição |
| 2016         | Canillo              | –                    | –                    | •                    | •                    | •                    | •                    | [ 7 ]                |
| 2017         |                      | –                    | –                    | –                    | •                    | •                    | •                    | [ 8 ]                |

## Lista de medalhistas

### Sênior

#### Individual masculino
| Evento    | Ouro                                                                                   | Prata                                                                                  | Bronze                                                                                 |
| 2004      | Marc Casal                                                                             | nenhum outro competidor                                                                | nenhum outro competidor                                                                |
| 2005–2017 | Não houve disputa do individual masculino sênior; 2006, 2011–2015 não houve competição | Não houve disputa do individual masculino sênior; 2006, 2011–2015 não houve competição | Não houve disputa do individual masculino sênior; 2006, 2011–2015 não houve competição |

#### Individual feminino
| Evento       | Ouro                                                                            | Prata                                                                           | Bronze                                                                          |
| 2004         | Melissandre Fuentes                                                             | nenhuma outra competidora                                                       | nenhuma outra competidora                                                       |
| 2005         | Melissandre Fuentes                                                             | nenhuma outra competidora                                                       | nenhuma outra competidora                                                       |
| 2006         | Não houve competição                                                            | Não houve competição                                                            | Não houve competição                                                            |
| Canillo 2007 | Melissandre Fuentes Caporal                                                     | nenhuma outra competidora                                                       | nenhuma outra competidora                                                       |
| 2008         | Melissandre Fuentes Caporal                                                     | nenhuma outra competidora                                                       | nenhuma outra competidora                                                       |
| 2009–2017    | Não houve disputa do individual feminino sênior; 2011–2015 não houve competição | Não houve disputa do individual feminino sênior; 2011–2015 não houve competição | Não houve disputa do individual feminino sênior; 2011–2015 não houve competição |

### Júnior

#### Individual feminino júnior
| Evento       | Ouro                                            | Prata                                           | Bronze                                          |
| Canillo 2016 | Tania Margarido Pereira                         | nenhuma outra competidora                       | nenhuma outra competidora                       |
| 2017         | Não houve disputa do individual feminino júnior | Não houve disputa do individual feminino júnior | Não houve disputa do individual feminino júnior |

### Noviço básico

#### Individual masculino noviço básico
| Evento       | Ouro                | Prata                   | Bronze                  |
| Canillo 2016 | Elvis Caubet Ascaso | nenhum outro competidor | nenhum outro competidor |
| 2017         | Elvis Caubet Ascaso | nenhum outro competidor | nenhum outro competidor |

#### Individual feminino noviço básico
| Evento       | Ouro                   | Prata                 | Bronze                    |
| Canillo 2016 | Ariadna Cummins Ibanez | Lassaleth Lopez Teles | nenhuma outra competidora |
| 2017         | Ariadna Cummins Ibanez | Angela Camp           | nenhuma outra competidora |

#### Dança no gelo noviço básico
| Evento       | Ouro                                   | Prata                   | Bronze                  |
| Canillo 2016 | Ines Caubet Ascaso Elvis Caubet Ascaso | nenhum outro competidor | nenhum outro competidor |
| 2017         | Ines Caubet Ascaso Elvis Caubet Ascaso | nenhum outro competidor | nenhum outro competidor |